# 茅成
茅成（？—1366年），安徽定远人，元末明初军事将领。
其在和州跟随朱元璋部队，为常遇春麾下。攻破太平时候，授万户。后跟随大军平定常州、寧國、衢州、金華，升任太平興國翼元帥。后攻破安庆、援助安丰、攻占武昌，升任指揮副使。此后攻占贛州、安陸、襄陽、泰州，皆有功。后跟随徐达进攻平江，焚烧張士誠船。在攻打苏州婁門时候，与张士诚部队短兵相接，后战死。贈東海郡公，祀功臣廟。